# Жджари (Турецький повіт)
Жджари (пол. Żdżary) — село в Польщі, у гміні Кавенчин Турецького повіту Великопольського воєводства.
Населення — 396 осіб (2011).
У 1975—1998 роках село належало до Конінського воєводства.

## Демографія
Демографічна структура станом на 31 березня 2011 року:
|          | Загалом | Допрацездатний вік | Працездатний вік | Постпрацездатний вік |
| -------- | ------- | ------------------ | ---------------- | -------------------- |
| Чоловіки | 205     | 55                 | 127              | 23                   |
| Жінки    | 191     | 39                 | 102              | 50                   |
| Разом    | 396     | 94                 | 229              | 73                   |